# Araçatuba em décadas
Artigo não exaustivo sobre eventos históricos do município de Araçatuba no decorrer das décadas.
Primeira década (até 1918)
- Nesta época o que valia em Araçatuba era o café que foi seu primeiro ciclo econômico. Para plantar nas terras do município diversas famílias brasileiras e estrangeiras (sobretudo japoneses e italianos) estabeleceram-se. Cereais eram plantados apenas para necessidades alimentares básicas de cada família.
- Em 1912 é inaugurada a primeira indústria de Araçatuba: uma serraria. Isso se deu pela necessidade da construção de novas habitações. Localizava-se entre as ruas Duque de Caxias e Anita Garibaldi. O início das primeiras casas deu-se nessa região.
- 1914 – Uma casa particular que dava ensino a meninos é considerada a primeira escola de Araçatuba. Localizada entre a rua 15 de novembro e Praça Rui Barbosa.
- A primeira olaria surgiu no ano de 1915. Localizada no bairro Juçara serviu para erguer as primeiras casas de alvenaria.
- 1917 é marcado pela criação da primeira fábrica de carroças e oficina de armas de fogo, além da fábrica de farinha de mandioca. Nesse ano é instalado a agência de Correios e Telégrafos e um posto fiscal. Aproximadamente quinze estabelecimentos comerciais existiam no município nesta época. Pode ser destacado o comércio de Abrão Cury, um libanês que vendia diversos produtos na Nossa Casa.
- 1918 – Purcina Elisa de Almeida é a primeira professora nomeada pelo Estado que veio para Araçatuba.

Segunda década (de 1918 a 1928)
- Em 1918 os cafezais sofreram com o mal tempo: uma geada destruiu grande partes dessa cultura. Começam surgir assim também plantações de algodão.
- 1918[1] - 1920 - Em 29 de janeiro é fundada a Loja Maçônica Tupy, a  primeira Loja Maçônica instalada em Araçatuba.[2]
- A energia elétrica chega pela primeira vez em 1919. Utilizando um dínamo a vapor pertencente a empresa Margarido Moraes & Cia, é iluminada a então Praça Cristiano Olsen (Rui Barbosa) e algumas ruas da região. Depois, em 1921 chega a rede da usina Salto do Avanhandava, ampliando a rede de energia elétrica.

Surgia também em meados da década de 20 a primeira agência bancária: Casa Bancária Martins e Mil Homens.  Com pouco tempo de serviços o banco foi trocado por uma agência do Banco Noroeste. Também foi introduzida nestes tempos uma agência do Banco Comercial do Estado de São Paulo.
- 19 de fevereiro de 1922 – Emancipação política de Araçatuba. Um ano depois é instalada a Comarca de Araçatuba.
- 1923 – A escola Cristiano Olsen é inaugurada.
- 1927 – Santa Casa de Araçatuba é inaugurada.

Terceira década (de 1928 a 1938)
- 1932 - É inaugurada a Associação Comercial de Araçatuba.
- 1934 – Primeiro campo de aviação surge na cidade na continuação da rua Silva Grota.
- 1934 - Grupo Oriental abre sua primeira loja. Encerra atividades em 2016.[3]
- 1935 – A escola José Cândido  e colégio Nossa Senhora Aparecida são inaugurados.
- 2 de janeiro de 1935 - Inaugurada a Livraria dos Amigos no Calçadão da Princesa por Hintaro Takahashi.
- 1936 – Inicia-se o Serviço Telefônico Urbano.
- 1940 - Primeira sorveteria é criada no município com o nome de "Bar Cruzeiro".[4]

A população chega próximo dos 27 mil habitantes.
Quarta década (1938 a 1948)

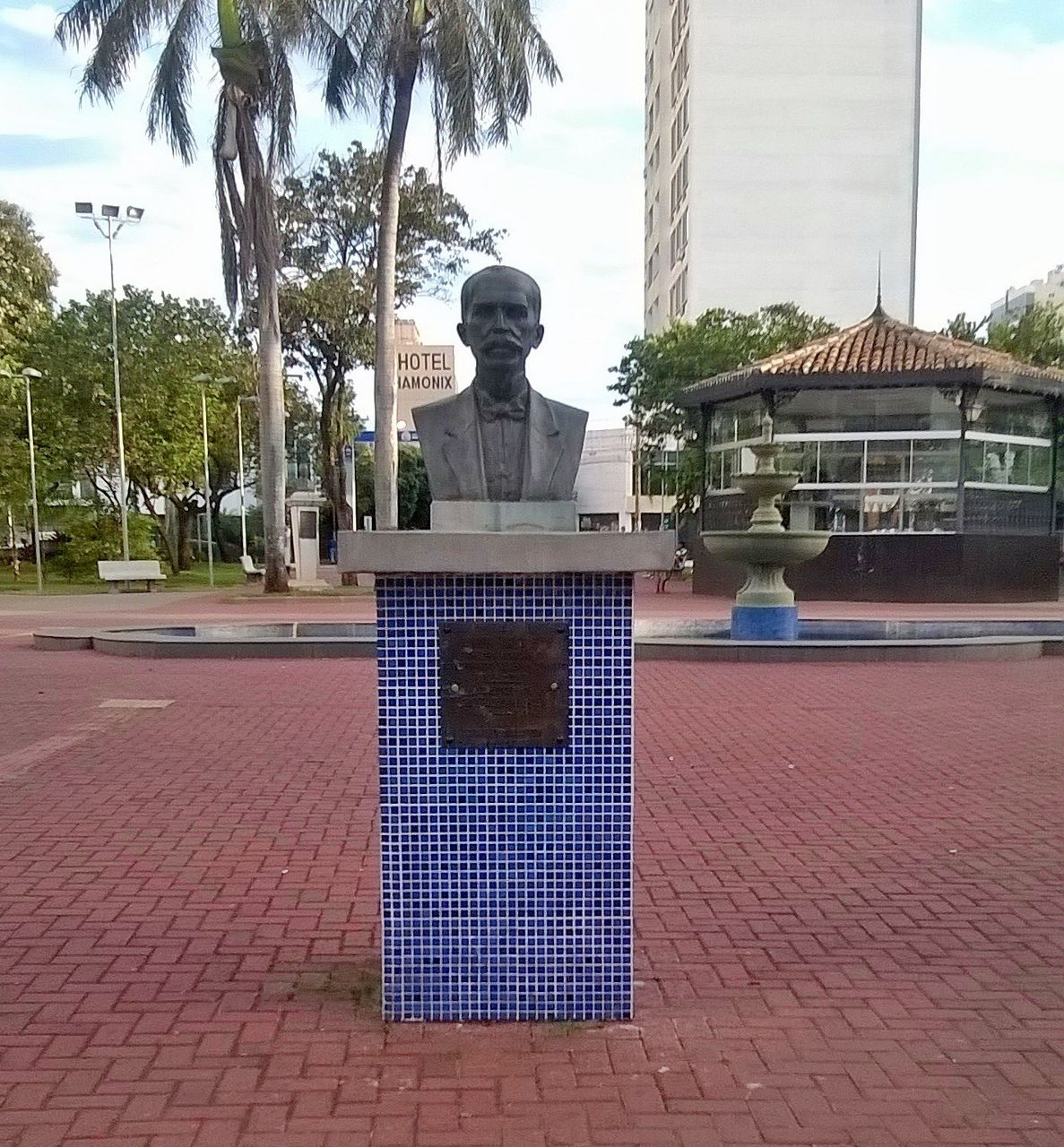
Busto de Rui Barbosa, instalado na Praça do Boi em 1948

- Brasmen e Anderson Clayton, indústrias de processamento de algodão entram no município. A pecuária começa a destacar-se no cenário econômico. É criado a Aran (Associação dos Invernistas e Criadores de Gado da Alta Noroeste) atual Siran.
- 1947 - Aeroporto Franklin Delano Roosevelt é inaugurado pelo prefeito José Coelho Junior. Hoje desativado.
- 1948 - Inaugurado busto de Rui Barbosa. Feito em bronze foi doado por José João Abdalla

Quinta década (de 1948 a 1958)
- A década de 1950 é marcada pelo início da criação de búfalos.
- 1949 - Guarda Municipal de Araçatuba é criada,[5]
- 1949 - Fundada a Fundação Mirim de Araçatuba.[6]
- 1951 – É criada a Escola Industrial de Araçatuba (funcionava onde era a Unitoledo atualmente), depois alojada para a praça Diogo Jr.
- 1956 – Começa a ser construído o Aeroporto Dario Guarita. Buffet Rister, o primeiro do gênero é inaugurado.
- 27 de janeiro de 1957 - Avenida Brasília é inaugurada.[7]
- 1957 – Sebastião Ferreira Maia começa a abater bois no seu frigorífico T. Maia (atual Unip Campus Araçatuba). Faculdade de Odontologia de Araçatuba começa a atuar.
- Restaurante Cantina Jardim Nova (atual Bola Sete) é inaugurado por um francês chamado Júlio.
- 1957 - Rádio Difusora é inaugurada. É a segunda rádio a existir no município.

Sexta década (de 1958 a 1968)
- 1962 - João Goulart visita Araçatuba para encontrar-se com o pecuarista Tião Maia.[8]
- 1963 – Nestlé inicia suas operações em Araçatuba.
- 1963 - Zoológico Flávio Leite Ribeiro inaugurado.[9]
- Década de 60 – Fundação da Tenniscord; Cobrac (Cooperativa Agropecuária Brasil Central).
- 1967 – Segunda instituição de ensino é criada: Unitoledo.

Sétima década (1968 a 1978)
- agosto de 1970 - Tradicional Revistaria Sapico localizada na Praça Rui Barbosa inicia suas atividades. Fecha em 2016 devido ao avanço da internet e das condições de saúde de seu proprietário Sr.João Picolini Neto então com 83 anos.[10]
- Ocorre no mundo a crise mundial do petróleo. Surge o Pró-Álcool do Governo Federal incentivando a produção de etanol. Surgem as primeiras usinas. Fato este que trocaria a pecuária pela produção sucroalcooleira como atividade econômica principal.
- 1974 – Paoletti inicia sua produção.
- 3 de abril de 1976 - Foguete não tripulado Polsak II é lançado do bairro Umuarama.[11]
- 1977 - Associação de Amparo ao Excepcional Ritinha Prates é fundada por José Américo do Nascimento e Elpídio Pedro.[12]
- 1977 – Senac de Araçatuba abre suas portas.

Oitava década (1978 a 1988)
- 1980 – Sesi instalado em Araçatuba.
- 1982 - Presidente João Figueiredo visita a cidade.[13]
- 1984 -  Thermas da Noroeste inaugurado em Araçatuba. Fechado em 2006.[14]
- 1985 – Araçafrigo inicia suas atividades. Fecha em 1993.
- 1985 - Fábrica de lentes oftálmicas Perego inicia suas atividades.
- 1986 - Fábrica da Coca-Cola abre em Araçatuba. Fecha em 2001.

Nona década (1988 a 1998)
- A Hidrovia Tietê-Paraná começa a funcionar.
- 1989 - É criado o PEBA. (Parque Ecológico Baguaçú), local anteriormente degradado que servia de depósito para barris de sebo do matadouro de Tião Maia. Foi então restaurado pela arquiteta Selma Rico, plantando duas mil mudas de árvores perfazendo um total de 190 espécies de plantas e animais.[15]
- 1989 - É criado o SISEMA (Sindicato dos Servidores Municipais de Araçatuba)[16]
- 1989 – O Frigorífico Tião Maia é vendido para Sadia. Depois um incêndio ocorre no local e é desativado a parte alimentar. Posteriormente o lugar deu espaço a UNIP.

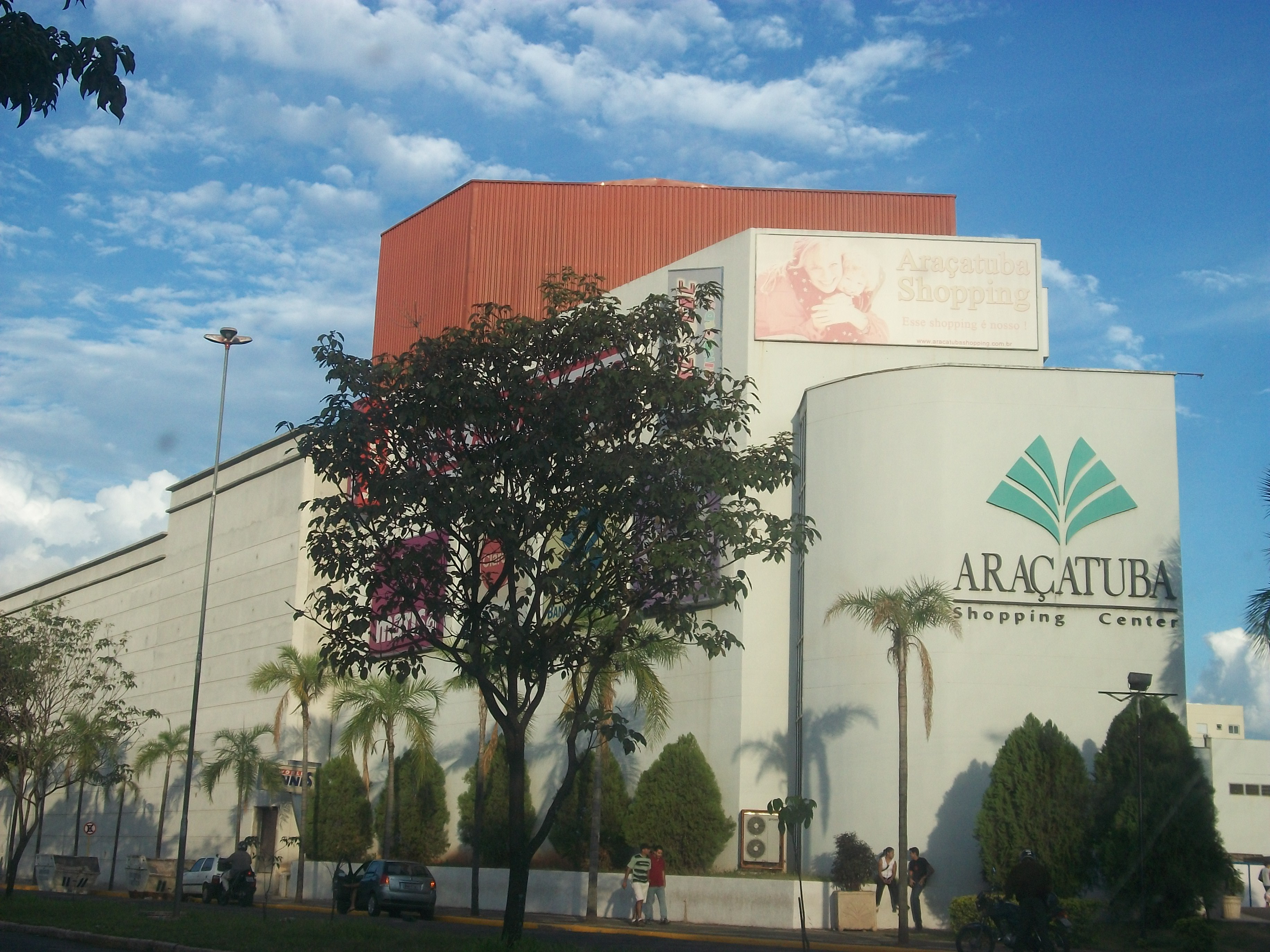
Araçatuba Shopping - Inaugurado em 1995

- 13 de julho de 1991 - Aeroporto Dario Guarita é inaugurado.
- 13 de fevereiro de 1992 - Primeiro sequestro da história da cidade. Bruno Targa Aranda de 12 anos foi mantido refém por 36 horas por José Roberto Atílio Pinholi e Eduardo Antônio Silva.[17]
- 21 de dezembro de 1990 - Primeiro caso de dengue é registrado no município pela SUCEN.[18]
- 1995 – Araçatuba Shopping Center e Multi-Shop são inaugurados.
- Caso de raiva em animais domésticos é detectado.
- Em outubro de 1997 - Ocorre o maior assalto da história  de Araçatuba: assaltantes levam 1,7 milhões da empresa de valores Protege.[19]

Décima década (1998 - 2008)
- Dezembro de 2000 - Cápsula do tempo enterrada em Araçatuba, ao lado da cruz do Memorial do Descobrimento no Centro Cultural Ferroviário.  Será aberta em 2100.[20]
- 2001 - Centro de Ressocialização de Araçatuba é inaugurado.[21]
- 2001 - Coca-Cola fecha fábrica em Araçatuba
- 2002 - Vôlei Futuro é criado.[22] A equipe masculina deixou de existir em 2013 e a feminina em 2012.
- 2004 - Museu do Som, Imagem e Comunicação é inaugurado.[23]
- 2006 - Avenida dos Fundadores é duplicada
- 1 de setembro de 2006 - SAMU de Araçatuba entra em funcionamento[24]

Décima primeira década (2008 - 2018)

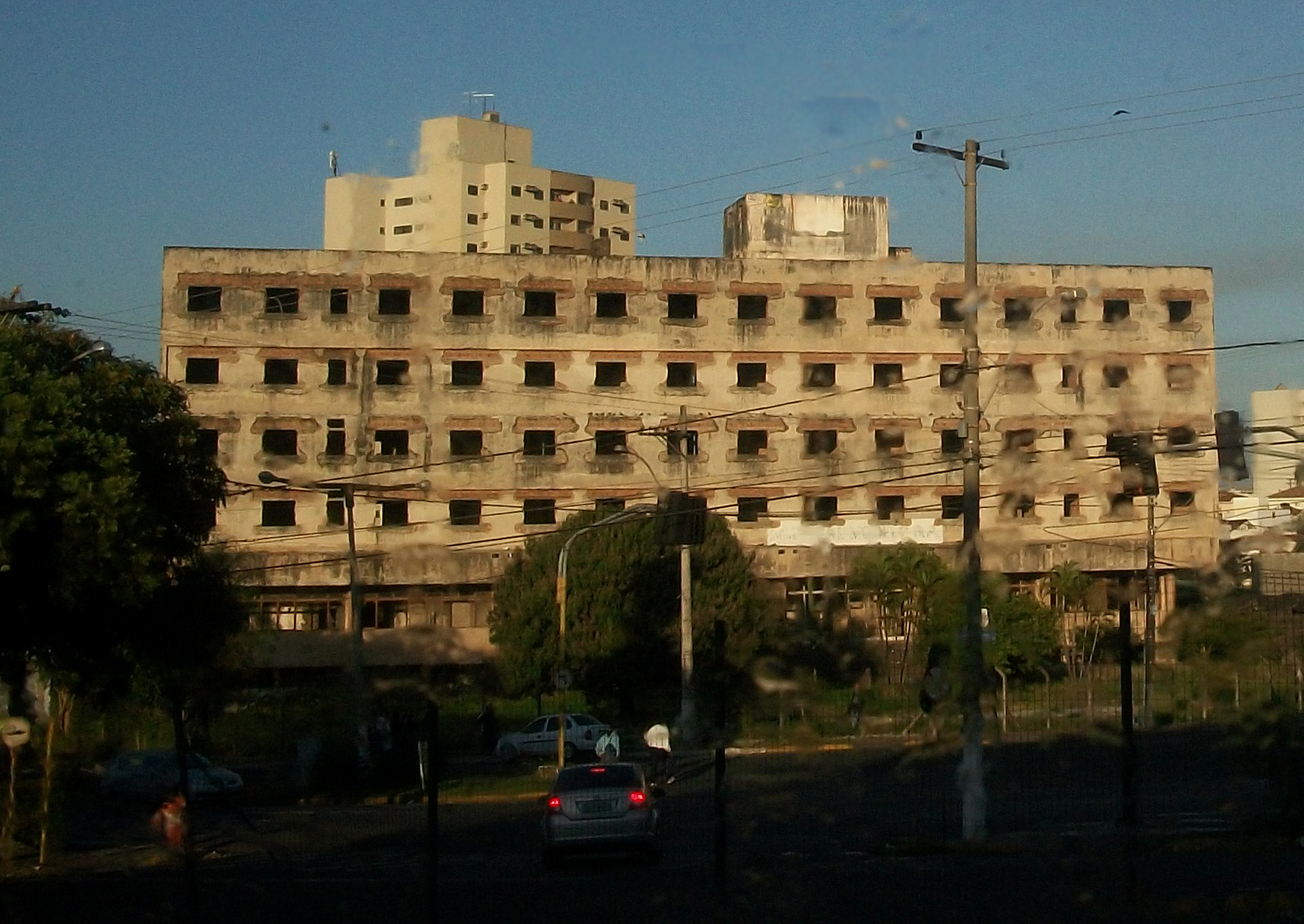
Hospital modelo - Demolido em 2013

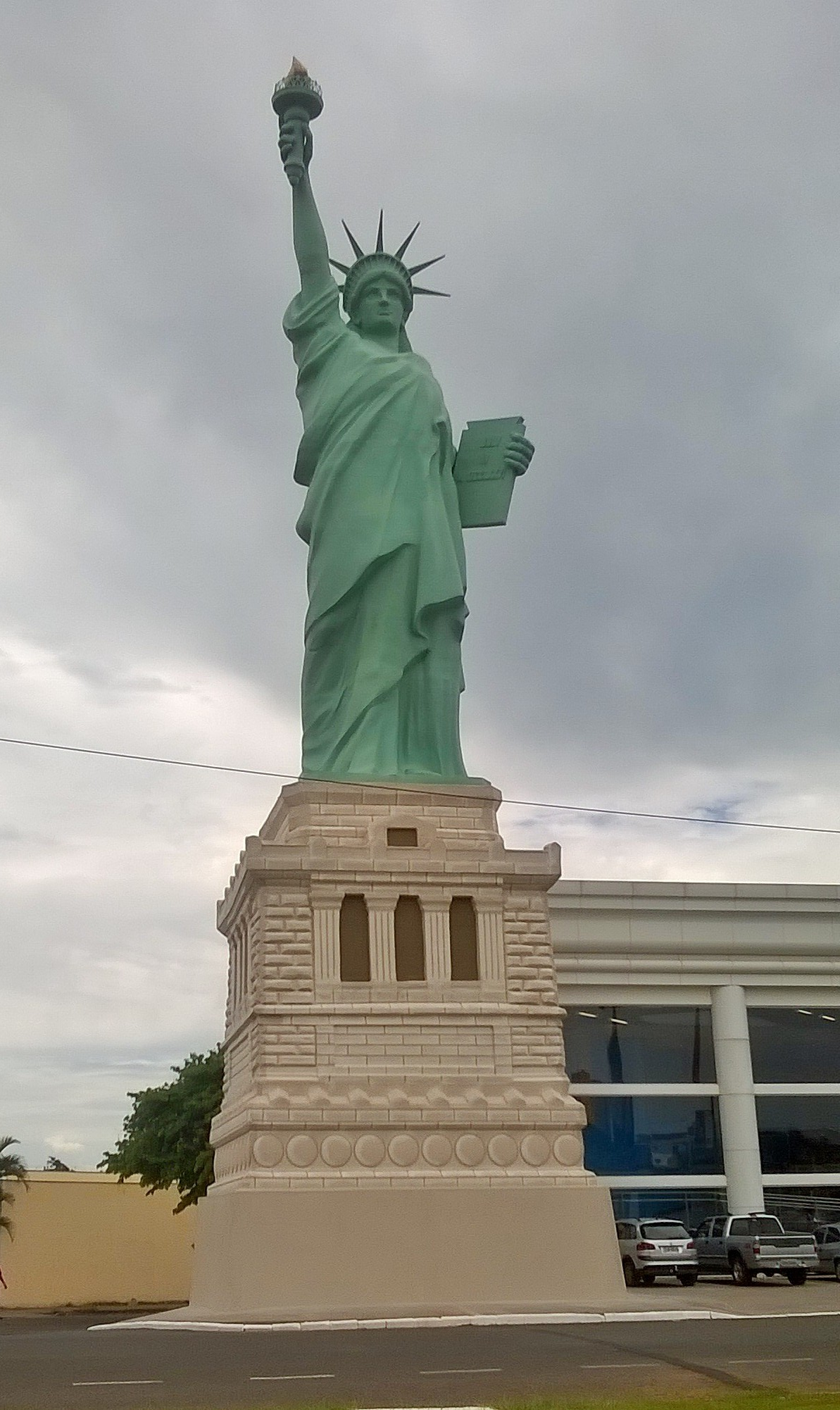
Réplicada Estátua da Liberdade - Instalada em 2016

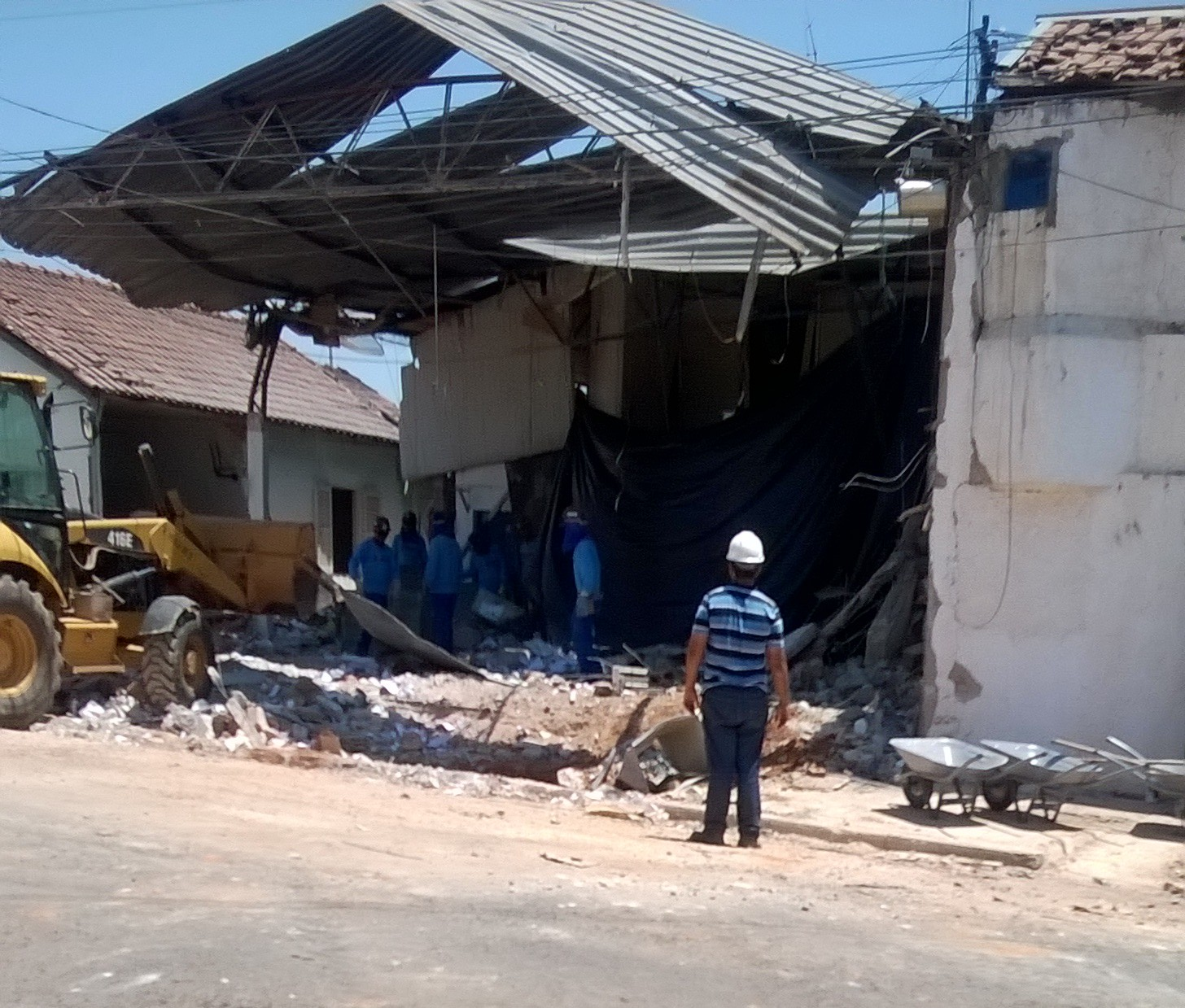
Pedreiros limpam o entulho após assalto a empresa Protege

- 1 de dezembro de 2010 - Ocorre o sequestro mais longo da história da cidade. Uma mulher fica sob cárcere por 21 horas até o sequestrador ser alvejado com um tiro na testa. O sequestrador sobrevive ao disparo.[25]
- 2010 - Caso de raiva em animal doméstico é detectado.
- 5 de maio de 2011 - Araçatuba e região ganha do Estado um helicóptero águia utilizado pela Polícia Militar.[26]
- 2011 - Rigesa inicia as operações no município.[27]
- 2011 - Estaleiro de etanol começa a ser construído.[28]
- 2011 - Primeiro casamento homossexual é autorizado pela Justiça no município.[29]
- 13 de setembro de 2011 - Araçatuba recebe a visita presidencial de Dilma Rousseff lançando a pedra fundamental do estaleiro de etanol.[8]
- 2011 - Bunge compra a Etti.[30]
- Janeiro de 2012 - Araçatuba ganha sua primeira ciclovia.[31]
- Carnaval 2012 - Araçatuba torna-se a primeira cidade do Estado de São Paulo a realizar um desfile em área coberta.
- Julho de 2012 - Anunciado fim da equipe feminina do Vôlei Futuro por falta de patrocínio.[22]
- 10 de novembro de 2012 - Samar assume o controle da água e esgoto de Araçatuba.[32]
- 1 de março de 2013 - Inaugurado Centro de Radioterapia de Araçatuba[33]
- 15 de junho de 2013 - Inicia-se a captação de água do Rio Tietê. Após uma espera de 12 anos a ETA-Tietê José Marques Lopes é inaugurada, aumentando a oferta de água no município em 8%.[34]
- Equipe masculina do Vôlei Futuro deixa de existir por falta de patrocínio.[22]
- 12 de outubro de 2013 - Hospital Modelo implodido.[35]
- 1 de novembro de 2013 - Primeira captação de pulmões para transplante da história da cidade.[36]
- 11 de abril de 2014 - Araçatuba recebe a visita do ex-presidente Luiz Inácio Lula da Silva e do então pré-candidato ao Governo de São Paulo Alexandre Padilha.[37]
- 18 de novembro de 2014 - Shopping Praça Nova é inaugurado.
- 9 de dezembro de 2014 - Araçatuba recebe a posse de 400 áreas da antiga RFFSA.[38]
- 17 de novembro de 2015- Hospital Psiquiátrico Benedita Fernandes é fechado.
- Janeiro de 2016 - Araçatuba atinge 11% de índice larvário, o maior já registrado em sua história - A OMS preconiza o índice em 1%.[39]
- Grupo Oriental encerra suas atividades..[3]
- 17 de dezembro de 2016 - Grupo Havan instala uma réplica da Estátua da Liberdade de fronte sua loja na Avenida dos Araçás. Possui 35 m de altura contando a base.[40]
- 8 de julho de 2017 - Escultura em homenagem aos índios caingangues é inaugurada na Praça Rui Barbosa.[41]
- 16 de outubro de 2017 - Empresa de valores Protege é assaltada utilizando explosivos por quadrilha fortemente armada e quartel da PM CPI-10 fica sitiado pelos bandidos. Ocorre intensas rajadas de metralhadoras e armas antiaéreas.[42]
- 27 de janeiro de 2018 - Clube de águas termais[43] Hot Planet é inaugurado em Araçatuba.
- 16 de março de 2018 - Uber começa a operar no município.[44]
- 5 de julho de 2018 - Pronto socorro Aida Vanzo Dolce é reinaugurado em novo endereço: nas antigas instalações do Hospital Santana, em região central da cidade, com a presença so ministro da saúde Gilberto Occhi.[45]
- 23 de julho de 2018 - Município recebe visita oficial da Princesa Mako de Akishino.[46]
- 21 de novembro de 2018- Hospital Unimed torna-se o primeiro no Brasil a utlizar o medicamento pololatuzumab vedotin para tratamento de linfoma através do programa Uso Compassivo.[47]

2018 a 2028

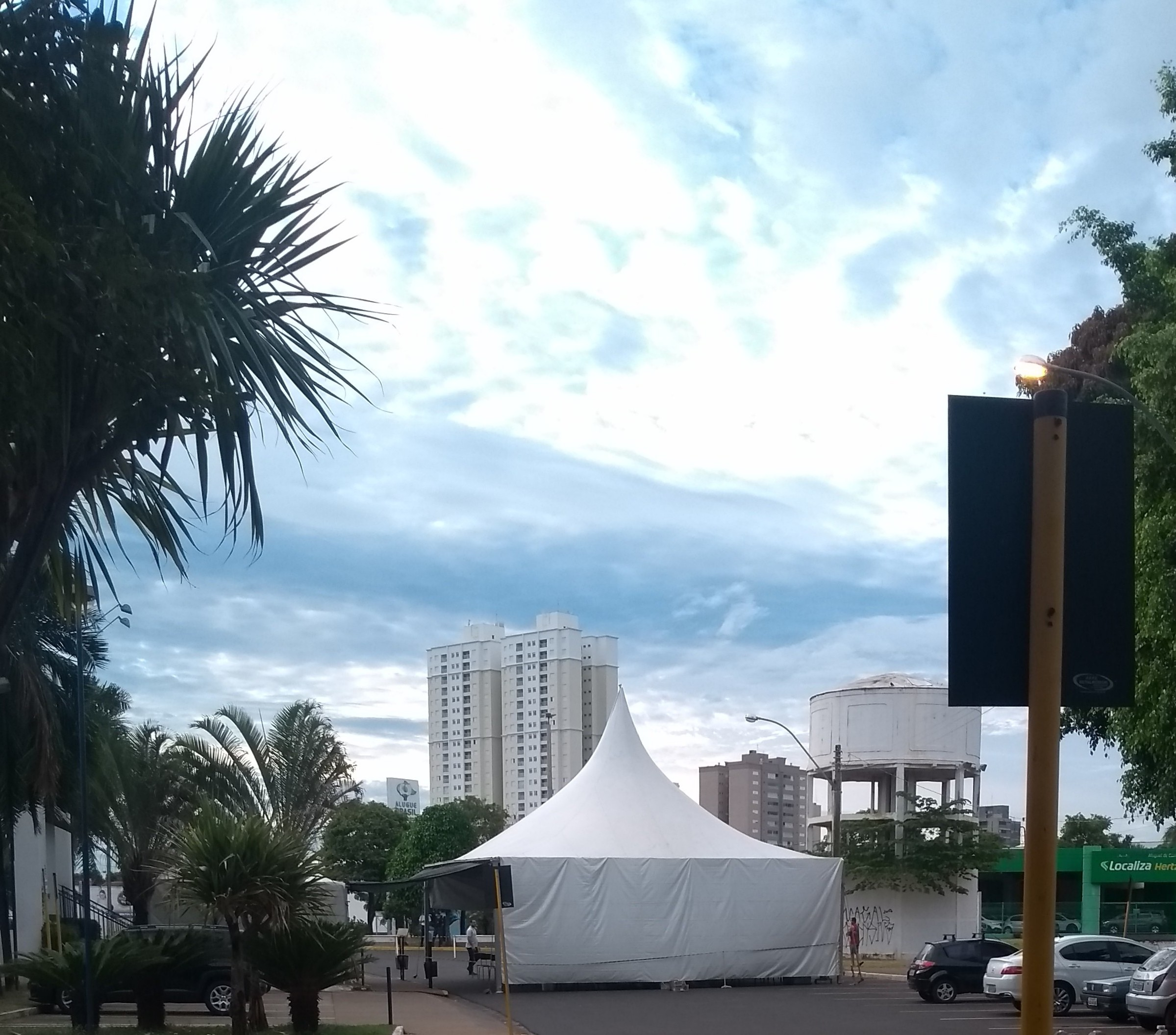
Ação no Pronto Socorro Municipal Aida Vanzo Dolce para atendimento de casos suspeitos de Covid-19

- 12 de abril de 2019 - incêndio de grandes proporções atinge predio comercial Cris Park , no Calçadão da Marechal e causa morte de um bombeiro e queimaduras graves em outro.[48]
- 30 de março de 2020 - Araçatuba registra primeiro caso de COVID-19.[49]
- 13 de julho de 2020 - BAEP (Batalhão de Ações Especiais de Polícia) inicia operações em Araçatuba.[50]
- 20 de janeiro de 2021 - Primeira pessoa é vacinada contra Covid-19 no município. A auxiliar de enfermagem  Joana Darc Lopes Faria, de 53 anos, que faz parte do SAMU e trabalha a mais de 20 anos na área da saúde recebeu a primeira dose em ato simbólico na base do SAMU de Araçatuba.[51]
- 30/08/2021 - Mega-assalto a agências bancárias localizadas no centro da cidade, utilizando armamento pesado, explosivos e reféns como escudo humano deixam 3 mortos e vários artefatos explosivos pela cidade.[52]
- Primeiro caso de varíola dos macacos é registrado no município em um homem de 30 anos.[53]
- Dezembro de 2021 - Araçatuba torna-se a primeira cidade a possuir um secador solar de lodo.[54]
- 21/06/2023 - Estação de Tratamento de Água Baguaçú é inaugurado, substituindo a ETA1 da década de  1930 e a ETA2 da década de 1960.[54]
- 03/07/2023 - Araçatuba passa a contar com voos para São Paulo pela Gol na aeronave Boeing 737 MAX.[55]
- 04/07/2023 - Novo trecho da Avenida Pompeu de Toledo é inaugurado por Dilador Borges, estabelecendo promessa de campanha feita.[56]